# Melita nitida
Melita nitida är en kräftdjursart som beskrevs av Sidney Irving Smith 1873. Melita nitida ingår i släktet Melita och familjen Melitidae. Inga underarter finns listade i Catalogue of Life.

## Bildgalleri

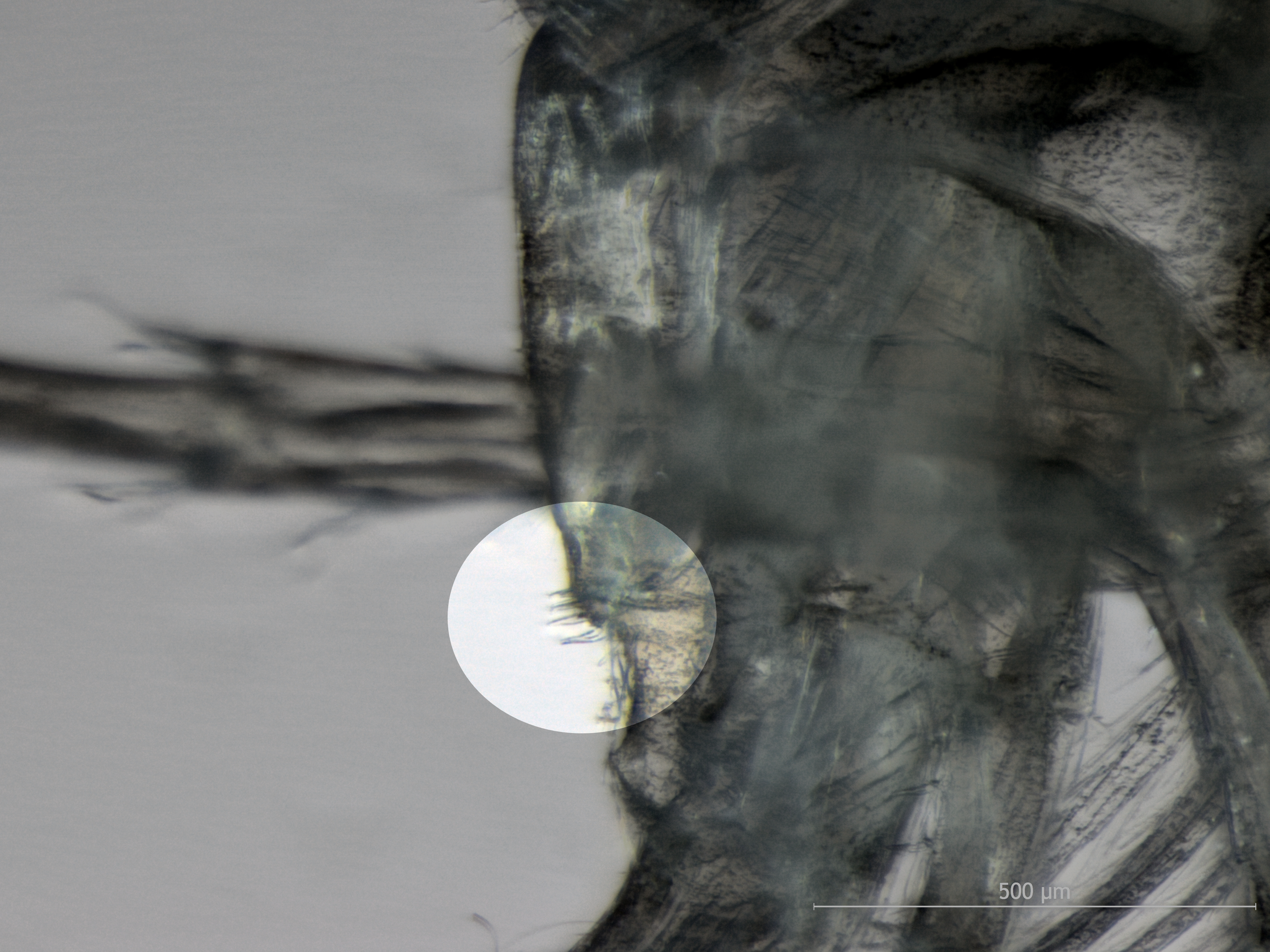
detalj av urosome